# Szepligetella javanica
Szepligetella javanica är en stekelart som först beskrevs av John Obadiah Westwood 1841.  Szepligetella javanica ingår i släktet Szepligetella och familjen hungersteklar. Inga underarter finns listade i Catalogue of Life.